# Pimenteiras
Pimenteiras is een gemeente in de Braziliaanse deelstaat Piauí. De gemeente telt 12.125 inwoners (schatting 2009).
De gemeente grenst aan Valença do Piauí, São Miguel do Tapuio, Santo Antônio de Lisboa (Piauí), São Luis do Piauí, Francisco Santos, Pio IX (Piauí) en Ceará.